# Gustaf Hallman
Gustaf  Hieronymus Habacuc Hallman, född 5 juli 1800 i Övergrans församling, Uppsala län, död där 29 januari 1865, var en svensk militär och konstnär.
Han var son till Johan Gustaf Hallman och Charlotta Weser samt från 1824 gift med Marie Charlotte Ulrique Jeanette Nycander och far till Philippus Hallman. Han ägnade sig först åt militärbanan och avancerade till överste. Som ung studerade han konst för sin svåger Jakob Axel Gillberg vid Konstakademien i Stockholm. Han var en skicklig porträtt- och miniatyrmålare. Hallman är representerad med miniatyrporträtt vid Gripsholms slott och med bland annat två självporträtt vid Uppsala universitetsbibliotek.    

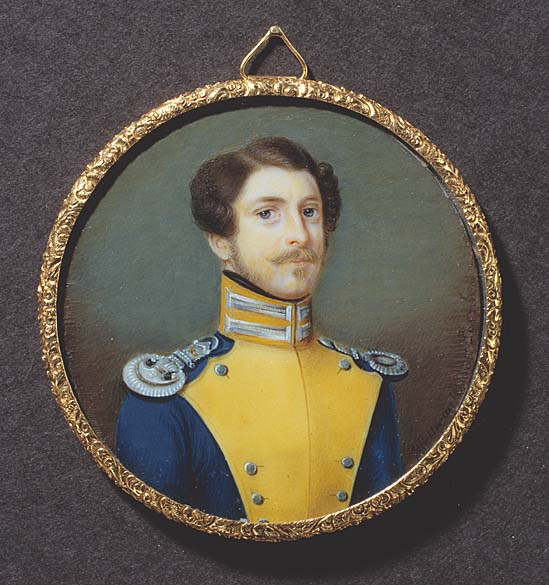
Fritz von Dardel. Miniatyrmålning från omkring 1851.